# The Elgar Sisters
The Elgar Sisters fue un grupo islandés creado por Guðlaugur Kristinn Óttarsson (GKÓ) y Björk Guðmundsdóttir en 1983 en paralelo al grupo KUKL al cual pertenecían.

El nombre del grupo hace referencia al compositor inglés Edward Elgar en el cual se inspiraban el estilo de sus canciones. Este nombre fue sugerido por Mel Jefferson, quien había pensado titular "Mother" al proyecto. Óttarsson compuso, algunas veces con Björk, todas las canciones por lo que este grupo podría considerarse como un proyecto a dúo entre ambos. Además de Óttarsson en guitarra eléctrica y acústica, y Björk como vocalista y clavicordio; también participaron otros músicos: Sigtryggur Baldursson, Birgir Mogensen, Einar Melax, Hilmar Örn Hilmarsson (HÖH) y Þorsteinn Magnússon.
Los integrantes de The Elgar Sisters se separaron en 1986 brevemente después de la separación de KUKL y pese a haber grabado 11 canciones nunca lanzaron ningún álbum. Sin embargo algunas canciones salieron en lanzamientos de las carreras solistas de Björk y Guðlaugur.

## Canciones grabadas
1. “Dense Time”
Composición: Guðlaugur K. Óttarsson (GKÓ).

Intérpretes: GKÓ, Björk, Siggi Baldursson, Birgir Mogensen y Einar Melax.

2. “Mass”
Composición: GKÓ.

Intérpretes: GKÓ, Björk, Siggi Baldursson, Birgir Mogensen y Einar Melax.

3. “Horizon”
Composición: GKÓ y Björk.

Intérpretes: GKÓ, Björk, Siggi Baldursson, Birgir Mogensen y Einar Melax.

4. “Glóra”
Composición: Björk.

Intérprete: Björk.

5. “Patré”
Composición: GKÓ y Björk.

Intérpretes: GKÓ, Björk, Hilmar Örn Hilmarsson (HÖH) y Þorsteinn Magnússon.

6. “Stígðu Mig”
Composición: GKÓ y Björk.

Intérpretes: GKÓ y Björk.

7. “Síðasta Ég”
Composición: GKÓ y Björk.

Intérpretes: GKÓ y Björk.

8. “Quintessence”
Composición: GKÓ y Björk.

Intérpretes: GKÓ, Björk y HÖH.

9. “Zymphony”
Composición: GKÓ.

Intérprete: GKÓ.

10. “Sue”
Composición: GKÓ.

Intérpretes: GKÓ, Björk y Þorsteinn Magnússon.

11. “Green”
Composición e interpretación: GKÓ, Björk, Siggi Baldursson, Birgir Mogensen y Einar Melax.

Grabaciones adicionales:

- “Sue” [con batería]
- “Síðasta Ég” [con batería y sin vocalista]

## Apariciones
- 1993 - Big Time Sensuality (One Little Indian), single de Björk.
- 1993 - Venus as a Boy (One Little Indian), single de Björk.
- 2002 - Family Tree (One Little Indian), caja de CD de Björk.
- 2002 - Misc. Music (Pronil Holdings), álbum de Guðlaugur K. Óttarsson.
- 2005 - Dense Time (Pronil Holdings), álbum de Guðlaugur K. Óttarsson.